# Љахавички рејон
Љахавички рејон (блр. Ляхавіцкі раён; рус. Ляховичский район) административна је јединица другог нивоа у североисточном делу Брестске области у Републици Белорусији. 
Административни центар рејона је град Љахавичи.

## Географија
Љахавички рејон обухвата територију површине 1.352,31 km² и на 15. је месту по површини међу рејонима Брестске области. Граничи се са Ганцавичким рејоном на југу, Барановичким на северу и Ивацевичким на западу, те са Клецким рејоном Минске области на истоку. 
Рељефом рејона доминира река Шчара са својим притокама. На крајњој југозападној граници рејона налази се Виганавско језеро (цела површина језера административно припада Ивацевичком рејону.
У јужном делу рејона између река Бобрик и Цна (према Ганцавичком рејону) налази се Гаљска мочвара површине око 6.000 ha. Мочвара је позната по доста моћним наслагама тресета просечне дебљине слојева око 1,5 метара.

## Историја
Рејон је основан 15. јануара 1940. године. 

## Демографија
Према резултатима пописа из 2009. на том подручју стално је било насељена 30.498 становника или у просеку 22,56 ст/км².
| 1959.  | 1970.  | 1979.  | 1989.  | 1999.  | 2009.  |
| ------ | ------ | ------ | ------ | ------ | ------ |
| 49.795 | 48.588 | 44.472 | 39.304 | 36.957 | 30.498 |

Основу популације чине Белоруси (88,45%), Пољаци (6,46%), Руси (3,53%) и остали (1,56%).
Административно рејон је подељен на подручје града Љахавичи, који је уједно и административни центар рејона) и на 11 сеоских општина. 

## Саобраћај
Преко територије рејона пролазе железничке линије Барановичи—Лунинец и Барановичи—Слуцк, те друмски правци Барановичи—Љахавичи и Брест—Слуцк.